# David Nyathi
Pour les articles homonymes, voir Nyathi.
David Nyathi est un footballeur sud-africain né le 22 mars 1969 à Shatale. Il évolue au poste de défenseur.

## Carrière
| Saison    | Club            | Division | Matches | Buts |
| --------- | --------------- | -------- | ------- | ---- |
| 1995-1996 | Kaizer Chiefs   | I        |         |      |
| 1996-1997 | CD Tenerife     | I        | 1       | 0    |
| 1997-1998 | FC Saint-Gall   | I        | 12      | 1    |
| 1998-1999 | FC Saint-Gall   | I        | 14      | 0    |
| 1998-1999 | Cagliari Calcio | I        | 6       | 0    |
| 1999-2000 | Cagliari Calcio | I        | 0       | 0    |

## Sélections
- 45 sélections et 1 but avec l'Afrique du Sud de 1992 à 2000.